# Liolaemus monticola
Liolaemus monticola är en ödleart som beskrevs av  Müller och HELLMICH 1932. Liolaemus monticola ingår i släktet Liolaemus och familjen Tropiduridae.

## Underarter
Arten delas in i följande underarter:
- L. m. monticola
- L. m. chillanensis
- L. m. villaricensis